# Iris setosothungbergii
Iris setosothungbergii är en irisväxtart som beskrevs av H.Koidz. och Tatemi Shimizu. Iris setosothungbergii ingår i släktet irisar, och familjen irisväxter. Inga underarter finns listade i Catalogue of Life.